# Turó d'en Bosc (Osor)
El Turó d'en Bosc és una obra d'Osor (Selva) que estava inclosa a l'Inventari del Patrimoni Arquitectònic de Catalunya.

## Descripció
Restes de parets de difícil interpretació fetes de pedra seca i que no alcen més de mig metre. S'han identificat tres trams d'uns dos metres de llargada. Aquestes restes estan mig amagades per la vegetació.

## Història
L'arqueòleg Joan Llinàs va incloure aquestes aparents restes constructives en el seu inventari del Patrimoni arqueològic i arquitectònic de la comarca de la Selva l'any 2000. La seva interpretació de les restes és que es tracta d'un petit hàbitat d'època medieval, datable entre els segles V i XV, amb molts interrogants. Malgrat això, i assenyala que cal una campanya arqueològica per a confirmar-ho.